# Кафана Шумадија (Краљево)
Кафана Шумадија била је једна од најпознатијих кафана у Краљеву у међуратном периоду. Налазила се у Улици Милоша Великог. Радила је у периоду између два светска рата, све од почетка немачке окупације. Након рата зграда кафане је била национализована, а неколико година касније и срушена.

## Историјат
Власник кафане Шумадија је био Бошко Солдатовић-Пантовић, који је 1917. године купио кућу и велики плац, где је кафана била подигнута. Кафану је протоколисао 1918. године, а у њој је непрекидно радио до 1929. Бошко је од браће Црвчана претходно у закуп узео гостионицу Европа, а након што је гостионица прешла у власништво Аврама Крстића, он је наставио да ради у њој. Као угледни кафеџија биран је више пута за краљевачког кмета. Након његове смрти Шумадију је наследио његов син Панта, а други син Радојица је наследио два локала са леве стране капије која је водила у двориште кафане.
Панта је кафану водио од 1929. до 1941. године. Био је један од омиљених краљевачких кафеџија. Носио је надимак Панта Бошко, јер је био толико крупан да су људи у шали говорили да вреди и за свог оца Бошка. Био је познат као велики шаљивџија, а имао је и своје друштво са којим је редовно седео у Шумадији. Био је познат и као ватрени фудбалски навијач, који је својим крупним гласом често бодрио краљевачке фудбалере.
Зграда Шумадије је била пространа, а у њу се улазило са тротоара главне улице кроз широка храстова врата. Лево и десно од врата је био по један велики прозор. Двориште око кафане је било пространо и излазило је у Улицу цара Лазара. У њему се налазила штала, коју су користили људи из околних села или трговци из удаљенијих места када су доносили своје производе на краљевачку пијацу. Испод кафане се налазио велики подрум, у ком је чувано пиће. Бошко је сам производио ракију која је сипана у кафани, а то исто је после њега чинио његов син Панта.
Кафана је била позната по својој кухињи, а највише по куваним јелима, палачинкама, крофнама и кифлама. Овде су се хранили многи радници, укључујући и раднике Железничке радионице. У Шумадији су се хранили и радници који су подизали споменик на централном градском тргу, а када је Бошко преминуо, у знак захвалности су му од преосталог камена подигли спомен обележје на градском гробљу. Поред радника, Шумадију су посећивали и многи угледни грађани, а у њој су своја окупљања организовала и краљевачка удружења, попут Удружења Албанске споменице. У кафани су организовани и политички зборови краљевачких радикала. Они су у овој кафани организовали и своје предизборне забаве, као и забаве којима су славили успехе на изборима.
Када је почела немачка окупација, кафана је престала са радом. Панту је жандармерија ухапсила 25. маја 1941. године, али је он убрзо био пуштен. Немци су кафану користили за смештај својих војника. Поред њих, током рата су у Шумадији становали и Недићева стража, белогардејци, а недуго пре ослобођења и припадници Југословенске војске у отаџбини. Након ослобођења Краљева 1944. године у овој згради је била смештена партизанска болница.
Године 1948. године Шумадија је национализована и предата Трговачком предузећу Ослобођење из Краљева, које је у њој отворило продавницу намештаја. Панта се као искусни кафеџија запослио у угоститељском предузећу Столови и радио је у више краљевачких кафана. Зграда некадашње кафане је била срушена 1953. године, а на њеном месту је подигнута пословно-стамбена зграда. На месту некадашњег дворишта кафане подигнута је градска топлана.